# Biologické hodiny
Biologické, orgánové, nebo někdy též cirkadiánní hodiny, tak se obvykle označuje soubor všech biologických faktorů, které živým organismům umožňují vnímat čas. Slovo cirkadiánní pochází z latinského circa (kolem) diem (den), organismy se totiž většinou přizpůsobují cyklu jednoho dne, ačkoliv ne přesně. Pokud jsou například lidé uzavření v místnosti, kde nemají možnost pozorovat střídání dne a noci, jejich průměrné biologické hodiny překročí pomyslnou dvanáctku asi každých 24,2 hodin. 
Nicméně pokud přijímáme správně signály z různých faktorů prostředí (především tedy z množství světla), biologické hodiny odměřují naše 24hodinové cirkadiánní rytmy. Ty sestávají ze tří hlavních složek:
1. Centrální biochemický oscilátor s periodou asi 24 hodin udržující čas
2. Série vstupních nervových cest k tomuto oscilátoru k vytvoření prostředí pro hodiny
3. Série výstupních drah vedoucích k různým částem oscilátoru, která reguluje nadbytečné rytmy v biochemii, fyziologii a chování celého organismu.

Po množství světla jsou to také například různé pachové vjemy. Někteří biologové se domnívají, že toto je klíčový faktor například u psů, kteří každý den vědí přesně, kdy mají přivítat svého pána u dveří. V BBC prováděném experimentu psi nepřišli ke dveřím ve správný čas, pokud byly po bytě rozmístěny kusy oblečení páchnoucí po majiteli. Tento speciální typ biologických rytmů byl tedy možná řízen postupně ubývající intenzitou zápachu páníčka.
Cirkadiánní oscilátory se nachází všude po těle, kde synchronizují vnitřní a vnější signály ve snaze regulovat transkripční aktivitu v průběhu dne v určité tkáni. Cirkadianní hodiny jsou začleněny do nejjednodušších metabolických procesů a jsou ovlivněny stárnutím. Klasické molekulární mechanismy biologických hodin byly pozorovány jak u obratlovců, octomilky obecné, hub, rostlin, bakterií a zřejmě i u říše Archea. Mají je i jednotlivé buňky mnohobuněčných organismů.
Přesto se v lidském těle nacházejí i specializovanější orgány. Jednou z funkcí hypothalamu je například uvolňovat melatonin či adenosin, hormony, které člověku navozují ospalost a souvislost s řízením biologických rytmů byla shledána i u části hypothalamu, suprachiasmatických jader. Podle posledních studií se zdá, že tyto centra fungují jako jakási společná synchronizující centrála, ale minimálně v každém orgánu jistě nějaký mechanismus řízení biorytmů existuje. To by podle české bioložky Heleny Illnerové (2005) mohlo pomoci kupříkladu regulaci dělení buněk v jednotlivých tkáních.
Fyzický mechanismus "tikání" biologických hodin dnes není zcela známý. Nicméně jeden navržený mechanismus například zahrnoval aktivaci a deaktivaci takzvaných hodinových genů. Světlo by mohlo údajně fyzicky zapnout celý rytmický mechanismus aktivací jednoho z genů v koloběhu.

## Využití

### Péče o zdraví
Porozumění fungování biologických rytmů lze využít jako pomůcku pro zdravý spánek. V současné době dokonce existují mobilní aplikace, které s využitím těchto znalostí monitorují fázi vašeho spánku a budící alarm spustí co možná v nejlehčí fázi spánku.
Pásmová nemoc může být díky poznatkům o biologických hodinách překonána jednoduše postupným přechodem na denní rytmus v cílové destinaci.

### Psychologie
Psychiatr Michal Maršálek poukazuje na významnou korelaci mezi poruchami cirkadiánních rytmů a depresemi. Jako řešení bývají navrhovány různé cesty jak správný příjem hormonů regulovat.

### Evoluce
Některé zdroje vysvětlují rozmanitost délky biologických rytmů u člověka – tedy lidové rozdělení na noční sovy (jedince s delší periodou) a ranní skřivany (jedince s kratší periodou) jako důsledek makroevoluce. Pokud měl kmen či rodina u sebe více jedinců, které měli lehký spánek v různých částech noci, mělo by být pravděpodobnější, že v případě nebezpečí se alespoň jeden z nich vzbudí a na přicházející hrozbu ostatní upozorníl.

## Transkripční a netranskripční řízení
Hledání důkazu o genetické predispozici cirkadiánních rytmů ve vyšších eukaryotech započalo s objevem periody locusu na druhu Drosophila melanogaster v roce 1971. Skrze analýzu  této periody na mutantech, kteří cirkadiánní rytmy vnímali, byl navržen model zahrnující pozitivní a negativní autoregulační smyčky poskytující zpětnou vazbu skrze mechanismy transkripce a translace. Jaderné cirkadiánní "hodiny" jsou definovány jako ty, jejichž geny vytváří proteiny nezbytné pro generaci a regulaci cirkadiánních rytmů. Platnost podobných modelů byla studována na savcích i jiných organismech.
Studie sinic nicméně změnily náš pohled na mechanismus biologických hodin. Kondo a jeho tým objevili, že si tyto jednobuněčné organismy dokáží udržet přesný 24hodinový rytmus i bez přítomnosti transkripce, tedy jejich biorytmy nepotřebovaly ke svému chodu onu transkripčně-translační autoregulační smyčku poskytující zpětnou vazbu z prostředí. A co víc, tyto hodiny byly znovunavozeny v umělých podmínkách (tedy v absenci jakýchkoli buněčných komponentů), což potvrzuje, že přesné 24hodinové biologické hodiny se mohou vytvářet bez cyklů poskytujících zpětnou vazbu. Nicméně tento mechanismus byl aplikovatelný pouze na sinice, a proto není dokázána jeho obecná platnost.
Roku 2011 přišel další průlom, když výzkumný tým Akhlisheho Reddy na Cambridge objevil cirkadiánní rytmy pracující v redoxních bílkovinách (peroxiredoxinech) v bezjaderných buňkách – lidských červených krvinkách. Právě zde nebyly pozorovány žádné procesy jako transkripce či genetické změny, a proto žádné smyčky udávající zpětnou vazbu. Něco podobného bylo nalezeno i v myších červených krvinkách. Redoxní oscilace vyobrazené peroxiredoxiními rytmy již byly pozorovány i ve vzdálenějších organických říších (eukaryotech, bakteriích a archaea), což naznačuje sdílení společného předka s podobnými vlastnostmi, které organizovaně ovlivňují funkce veškerých tkání.